# Speyeria mayae
Speyeria mayae är en fjärilsart som beskrevs av Gunder 1932. Speyeria mayae ingår i släktet Speyeria och familjen praktfjärilar. Inga underarter finns listade i Catalogue of Life.